# 堅鱗櫛鱗鰨
堅鱗櫛鱗鰨為輻鰭魚綱鰈形目鰨亞目鰨科的其中一種，分布於西太平洋帛琉海域，棲息深度可達6公尺，體長可達3.2公分，棲息在底層水域，生活習性不明。